# Władysław Kozłowski (filozof)
Władysław Kozłowski (ur. 26 sierpnia?/7 września 1832 w Berdyczowie, zm. 9 sierpnia 1899 we Lwowie) – polski filozof, socjolog, psycholog, pedagog, literat, powstaniec z 1863. Popularyzator angielskiej filozofii pozytywizmu, zwłaszcza Herberta Spencera. W poglądach etycznych swych bronił autonomii, moralności i stosunku do religii.

## Życiorys
Syn Stanisława Kozłowskiego i Zuzanny Kaszczyńskiej. W latach 1844–1852 uczęszczał do gimnazjum w Żytomierzu. Od wczesnej młodości miał problemy z widzeniem. W 1852 udał się na studia do Kijowa. W październiku 1853 wstąpił na wydział prawny, a stąd po upływie roku przeniósł się na wydział lekarski. Studia często przerywał ze względu na brak pieniędzy. Nie przystępował do egzaminów uniwersyteckich, zajmował się zagadnieniami filozoficznymi. W okresie tym utrzymywał kontakty z Marianem Dubieckim, Józefem Tretiakiem, Aleksandrem Czekanowskim i Konstantym Helskim. 
W 1860 roku zdał egzamin nauczycielski i został nieetatowym nauczycielem języka polskiego w Białej Cerkwi do 1862 roku. W latach 1863–1868 przebywał w Paryżu, gdzie uczęszczał na wykłady do Sorbony i Collège de France, przeważnie na kursy psychologii. Znajdował się wówczas w bardzo trudnej sytuacji materialnej, a problemy z oczami utrudniały mu pracę zarobkową. W 1868 udał się do Serbii, a w 1872 przeniósł się do Lwowa. Poświęcił się pracy literackiej i udzielał korepetycji. W 1882 został obywatelem austriackim, niebawem otrzymał też czwartą część stypendium im. Szajnochy. Pomoc finansowa, jaką otrzymał pomogła oddać się pracom literackim i filozoficznym. Podczas pobytu we Lwowie odbył podróż w strony rodzinne Mickiewicza z zaprzyjaźnionym profesorem Benedyktem Dybowskim. Ostatnie lata swego życia spędził w przytułku dobroczynnym imienia Dohmsa.
Był ofiarodawcą dużego księgozbioru dla polskiego Ossolineum we Lwowie. 
Po śmierci został pochowany na Cmentarzu Łyczakowskim we Lwowie w honorowym miejscu na tzw. „górce powstańców styczniowych” w rzędzie X. W rzędzie tym spoczywają także m.in. Ignacy Żegota Grzybiński i Józef Grekowicz.

## Twórczość
Do najważniejszych dzieł Władysława Kozłowskiego należą:
- „Współczesne kierunki filozoficzne” (1885–1886)
- „Stanowisko filozofii doświadczalnej wobec intuicyjnej” (1888)
- „Współczesne kierunki filozoficzne” (1885)
- „Logika elementarna” (1891).

Publikacje w czasopismach
- omówienie filozofii syntetycznej Spencera: „Ateneum” 1878, 82, 83, i 88)
- „Stanowisko filozofii doświadczalnej wobec intuicyjnej”, „Ateneum” 1888, III str. 4\18–524 (krytyka dzieła L. Liarda: „La science positive et la metaphysique”)
- wykład „Psychologii” Jamesa Sully'ego: „Ateneum” 1885:1II, IV, 1886 I i II)
- „0 dziele d-ra Raciborskiego”, „Ateneum” 1886, III (krytyka pracy J.S. Milla „O podstawach teorii poznania w systemie logiki”)
- „Geniusz i obłąkanie”, „Ateneum” 1888, I (sprawozdanie z polskiego przekładu dzieła Lombrosa pod tym samym tytułem)
- rozbiór „Psychologii” Ciarka Murrey'a: „Przegląd społeczny”, styczeń 1887r.
- „Współczesne kierunki filozoficzne”, „Kłosy” 1885, 1886
- „Obecny stan nauki o temperamentach”, „Ateneum” kwiecień 1890
- „0 spirytyzmie”, „Ateneum” kwiecień 1889
- „Błędne koło dzisiejszej filozofii”, „Bibl. Warszawska” 1892, t. III, str. 294
- „Kilka uwag o charakterze Mickiewicza”, „Kosmos” 1898

Szkice w czasopiśmie „Prawda. Tygodnik Polityczny, Społeczny i Literacki”, m.in.
- „Determinizm a wolna wola”, „Pod skrzydłami swobody”, „Darwin przed sądem trutniów”, (1886)
- „Studia nad samobójstwem” (1882)
- „Samobójstwo u zwierząt” (1883)
- „Kilka uwag o somnambulizmie” (1881)
- „Tyndall i Huxley wobec kantyzmu” (1887)
- „Pewność sądów” (1898)

Oprócz tego  Kozłowski ogłosił „Logikę Elementarną” (Lwów 1891) i napisał „Psychologię”, która nie została wydrukowana.